# Johann Trabert
Johann Traugott Trabert (* 11. Januar 1784 in Kölleda; † 5. Juli 1865 in Rausche bei Görlitz) war ein deutscher Theologe und Politiker.

## Leben
Trabert studierte von 1803 bis 1807 Philosophie und Evangelische Theologie an der Universität Leipzig und wurde dort 1807 promoviert. Er arbeitete anschließend als Hauslehrer in Schulpforta und Dresden. Von 1810 bis 1815 war er als Subrektor und Lehrer am Gymnasium in Görlitz tätig. Von 1815 bis 1857 arbeitete er als Pastor in Rausche.
Vom 8. Januar bis 21. Mai 1849 war Trabert für den Wahlkreis Provinz Schlesien in Görlitz Mitglied der Frankfurter Nationalversammlung in der Fraktion Deutscher Hof.